# Pseudocheiridae
Gli Pseudocheiridi (Pseudocheiridae Winge, 1893) sono una famiglia di marsupiali dell'ordine dei Diprotodonti. Devono il nome comune di «coda ad anello» alla coda arricciata adatta per arrampicarsi. Sono strettamente imparentati con i Petauridi, tanto che in passato venivano raggruppati con questi in un'unica famiglia. Le differenze tra queste due famiglie risiedono principalmente nella diversa struttura della dentatura. Gli Pseudocheiridi comprendono 18 specie suddivise in sei generi.

## Descrizione
Gli Pseudocheiridi sono marsupiali di medie dimensioni, adattati prevalentemente ad uno stile di vita arboricolo. Sono dotati di coda prensile e di due «pollici» (cioè di due dita della mano opponibili rispetto alle altre, come nel koala, che consentono una presa sicura sui rami). La coda è di solito lunga quanto il resto del corpo ed è priva di peli sul lato inferiore. La testa è corta e le orecchie sono piccole e rotonde. La pelliccia è soffice e lanosa, ed è generalmente di colore grigio o marrone sul dorso e giallo o bianco sul ventre. Hanno una lunghezza testa-corpo di 20-48 cm e un peso di 0,7-2 kg. Il petauro maggiore (Petauroides volans) ha sviluppato una membrana planante grazie alla quale può spostarsi in aria da un ramo all'altro.

## Distribuzione e habitat
Gli Pseudocheiridi sono diffusi in gran parte dell'Australia e della Nuova Guinea.

## Biologia

### Comportamento
Gli Pseudocheiridi sono animali notturni. Fatta eccezione per il coda ad anello delle rocce (Petropseudes dahli), che abita terreni rocciosi, tutte le specie sono arboricole e scendono a terra solo molto raramente. Trascorrono la giornata nascosti nelle cavità degli alberi o in nidi fatti di foglie (o in grotte o fessure rocciose nel caso del coda ad anello delle rocce) per uscire la sera alla ricerca di cibo.

### Alimentazione
Gli Pseudocheiridi sono vegetariani e si nutrono principalmente di foglie. Inoltre mangiano occasionalmente anche fiori e frutti.

### Riproduzione
Gli Pseudocheiridi hanno un marsupio con apertura posteriore dotato all'interno di due o quattro capezzoli. Le femmine, tuttavia, partoriscono solo uno o due piccoli, che trascorrono i primi sei mesi di vita nel marsupio; essi sono svezzati a partire dai sette-dieci mesi di età e raggiungono la maturità sessuale nel loro secondo anno di vita.
Vivono circa quattro-cinque anni, ma è stato segnalato anche il caso di un petauro maggiore che ha raggiunto i 15 anni di età.

## Conservazione
La maggiore minaccia per gli Pseudocheiridi è costituita dalla deforestazione. Tre delle 18 specie classificate vengono considerate a rischio di estinzione dalla IUCN. Tuttavia per molte delle specie che vivono solo in Nuova Guinea mancano dati attendibili.

## Classificazione
La famiglia degli Pseudocheiridi comprende 18 specie, suddivise in tre sottofamiglie:
- Sottofamiglia Hemibelideinae
  - Genere Hemibelideus Collett, 1884

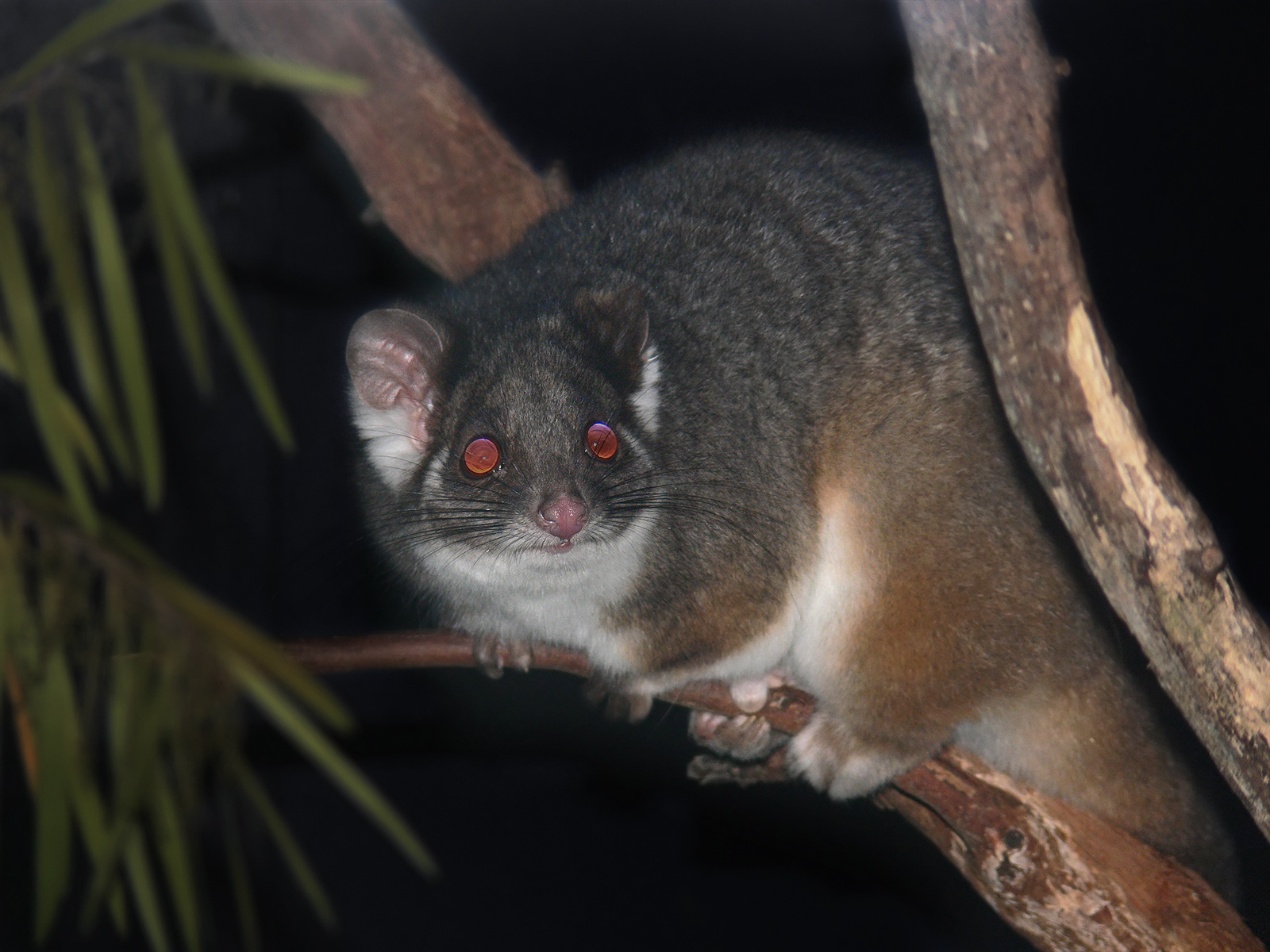
Coda ad anello comune.

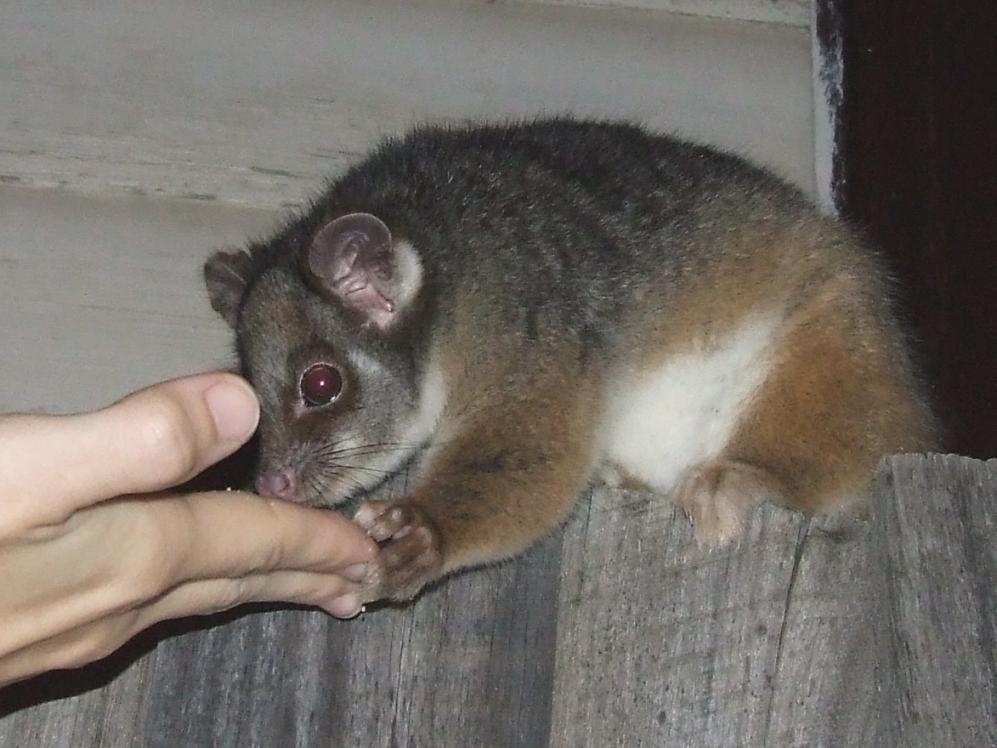
Coda ad anello comune.

    - Hemibelideus lemuroides (Collett, 1884) - coda ad anello lemuroide.

  - Genere Petauroides Thomas, 1888
    - Petauroides volans (Kerr, 1792) - petauro maggiore.
- Sottofamiglia Pseudocheirinae
  - Genere Petropseudes Thomas, 1923
    - Petropseudes dahli (Collett, 1895) - coda ad anello delle rocce.

  - Genere Pseudocheirus Ogilby, 1837
    - Pseudocheirus occidentalis (Thomas, 1888) - coda ad anello occidentale;
    - Pseudocheirus peregrinus (Boddaert, 1785) - coda ad anello comune.

  - Genere Pseudochirulus Matschie, 1915
    - Pseudochirulus canescens (Waterhouse, 1846) - coda ad anello di pianura;
    - Pseudochirulus caroli (Thomas, 1921) - coda ad anello dei Weyland;
    - Pseudochirulus cinereus Tate, 1945 - coda ad anello cinereo;
    - Pseudochirulus forbesi (Thomas, 1887) - coda ad anello dipinto;
    - Pseudochirulus herbertensis (Collett, 1884) - coda ad anello del fiume Herbert;
    - Pseudochirulus larvatus (Förster e Rothschild, 1911) - coda ad anello mascherato;
    - Pseudochirulus mayeri (Rothschild e Dollman, 1932) - coda ad anello pigmeo;
    - Pseudochirulus schlegeli (Jentink, 1884) - coda ad anello di Schlegel.
- Sottofamiglia Pseudochiropsinae
  - Genere Pseudochirops Matschie, 1915
    - Pseudochirops albertisii (Peters, 1874) - coda ad anello di d'Albertis;
    - Pseudochirops archeri (Collett, 1884) - coda ad anello verde;
    - Pseudochirops corinnae (Thomas, 1897) - coda ad anello orientale;
    - Pseudochirops coronatus (Thomas, 1897) - coda ad anello coronato;
    - Pseudochirops cupreus (Thomas, 1897) - coda ad anello rossastro.